# Soldier of Fortune (Deep Purple)
Soldier of Fortune è un brano musicale del 1974 scritto da David Coverdale e Ritchie Blackmore e pubblicato dal gruppo rock britannico Deep Purple nell'album Stormbringer (1974).

## Cover
- Nel 2007 una cover del brano è stata pubblicata dal gruppo svedese Opeth.
- Il gruppo britannico Whitesnake, di cui fa parte uno degli autori, David Coverdale, ha inciso il brano in diversi album.
- La band australiana Black Majesty ha pubblicato il brano nell'album Tomorrowland del 2007.
- Una versione dal vivo del gruppo Blackmore's Night è presente nel loro album Past Times with Good Company (2002).
- Il duo russo Sershen & Zaritskaya ha realizzato una cover acustica del brano.